# 大叶鱼骨木
大叶鱼骨木（学名：Canthium simile）为茜草科鱼骨木属下的一个种。

## 扩展阅读
- 維基物種上的相關：大叶鱼骨木